# Carlos Emanuel Soares Tavares
Carlos Emanuel Soares Tavares, általában egyszerűen csak Carlitos (Almada, 1985. április 23. –) portugál születésű zöld-foki labdarúgó, a ciprusi AÉ Lemeszú hátvédje. Unokatestvére Nani.